# Ferdinand de Braekeleer

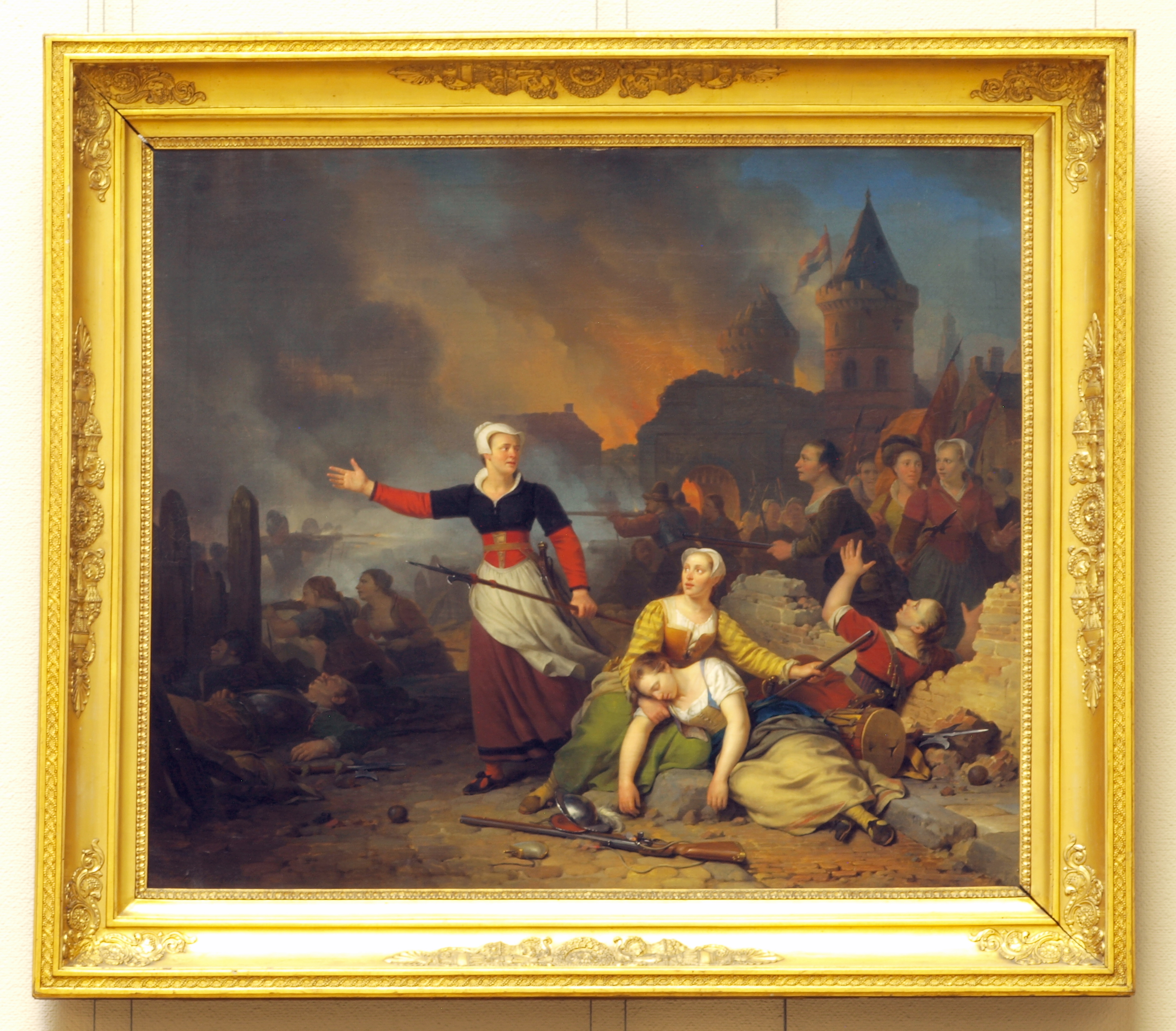
Kenau Simonsdr. Hasselaar tijdens het beleg van Haarlem, door Ferdinand de Braekeleer

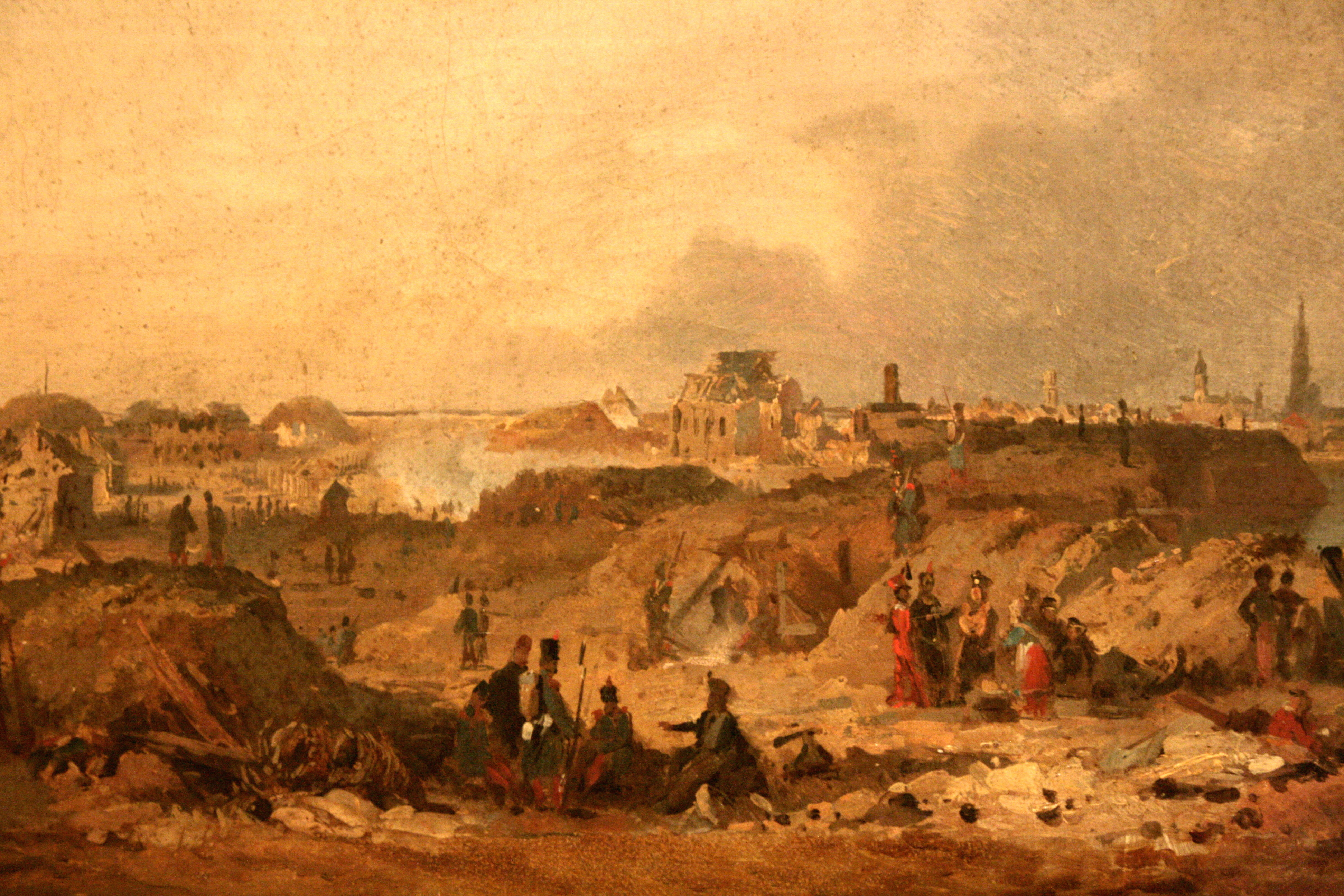
De Citadel van Antwerpen na het bombardement van 1832

Ferdinand de Braekeleer (Antwerpen, 12 februari 1792 – aldaar, 16 mei 1883) was een Zuid-Nederlands kunstschilder. Hij is bekend als historie- en genreschilder. Hij wordt ook wel Ferdinand de Braekeleer de Oudere genoemd om hem van zijn zoon te onderscheiden. Hij studeerde af aan de kunstschool van Antwerpen

## Biografie
Ferdinand werd als kind van arme ouders (Joannes de Braekeleer en Joanna Segers) geboren en na hun overlijden (respectievelijk in 1801 en 1804) kwam hij onder de hoede van zijn oom Norbertus, overste van de paters Miniemen in Antwerpen. Hij werd toegelaten op de Kunstschool voor Wezen van de historieschilder Mattheus Ignatius van Bree te Antwerpen. Later vervolgde hij zijn opleiding bij de academie van Antwerpen. Hij won verschillende prijzen met zijn schilderstukken en liet zich opmerken in de Parijse salon in 1813 met zijn "Aeneas die Anchyses draagt" (een verloren werk).
In zijn jonge jaren schilderde Ferdinand datgene wat het meeste geld opbracht, en onder zijn vroege werken bevinden zich onder andere genrestukken, historische en religieuze schilderijen. Nadat hij in 1819 de Antwerpse Prix de Rome had gewonnen als eerste laureaat met een historieschilderij "Tobias herstelt het zicht van zijn vader" (verblijfplaats onbekend), vertrok hij in december 1819 naar Rome om daar zijn opleiding te vervolgen, gevolgd in augustus 1821 door zijn leermeester Mattheus Ignatius van Bree. Samen bezochten zij diverse Italiaanse steden: Ancona, Bologna, Firenze, Napels en Venetië. Uit die tijd bestaat er nog een schetsboek met pittoreske zichten op Rome, dat zich bevindt in de Koninklijke Bibliotheek Albert I te Brussel.
Na zijn terugkeer in april 1823 vestigde De Braekeleer zich in zijn geboortestad Antwerpen. Hij maakte daar genrestukken, geïnspireerd op episodes uit het leven van oude Vlaamse meesters.
Hij huwde in 1827 met Maria-Theresia Leys, de oudere zuster van Hendrik Leys.
Vanaf 1830 schilderde hij veelal grootse historiestukken, waaronder het schilderij De inhuldiging van koning Leopold I, Dood van Frédéric de Mérode en De Citadel van Antwerpen na het bombardement van 1832. Een negatieve receptie op de Parijse salon in 1836 van zijn historiestuk De Spaanse Furie te Antwerpen in 1576 bracht hem ertoe de zilveren medaille te weigeren. Hij besloot deze richting te verlaten en zich meer toe te leggen op vrolijke, potsierlijke of melodramatische genrewerken. Hij bereikte hiermee een gemakkelijk succes en men was bereid hoge prijzen te betalen voor werken zoals De dankzegging, Het gelukkig huwelijk en Op de terugweg van de markt. Zijn loopbaan werd bekroond in 1839 op de Parijse salon met zijn schilderijen De zilveren bruiloft en De graaf van halfvasten. Als genreschilder kon hij aldus genieten van hetzelfde maatschappelijk aanzien als een historieschilder. Met zijn verkregen welstand kon hij in 1837 een riante woning kopen op de Sint-Jacobsmarkt te Antwerpen.Hij verhuisde in 1852 naar de Mechelsesteenweg en in 1869 naar de Leopoldslaan (de huidige Belgiëlei).
Hij werd verkozen tot gemeenteraadslid van Antwerpen tussen 1836 en 1842. Hij werd in 1847 lid van de Koninklijke Academie van België en in 1861 corresponderend lid van de Academie van Sint-Petersburg. In 1864 werd hij adjunct-conservator van het Koninklijk Museum voor Schone Kunsten Antwerpen.
Hij werd benoemd in 1872 tot ridder in de Leopoldsorde en ontving verschillende officiële opdrachten. In 1836 was hij het hoofd van de jury die moest beslissen over de oprichting van het standbeeld van Rubens in Antwerpen. Hij was ook betrokken bij de restauratie van twee schilderijen van Rubens De kruisoprichting en De kruisafneming in de Onze-Lieve-Vrouwekathedraal.
Ook rondom 1830 begon hij opleiding te verschaffen aan enkele leerlingen, onder wie de bekendste zijn schoonbroer Hendrik Leys is. Hij bleef tot op hoge leeftijd actief. Hij overleed op 16 mei 1883. Zijn twee zonen Ferdinand de Braekeleer de Jongere (1828-1857) en Henri de Braekeleer (1840-1888) traden in de voetsporen van hun vader en werden eveneens genreschilders.

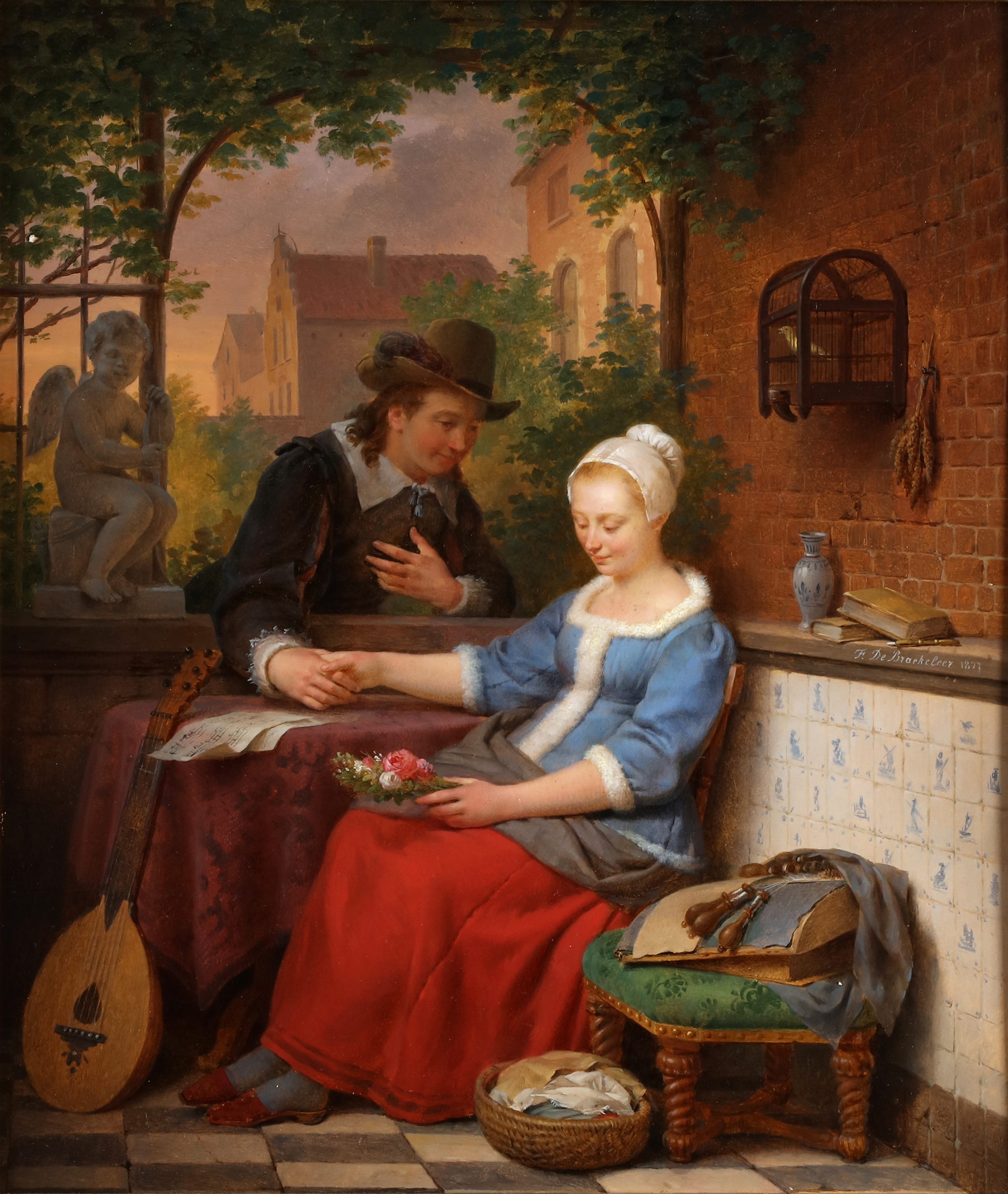
Het hof maken
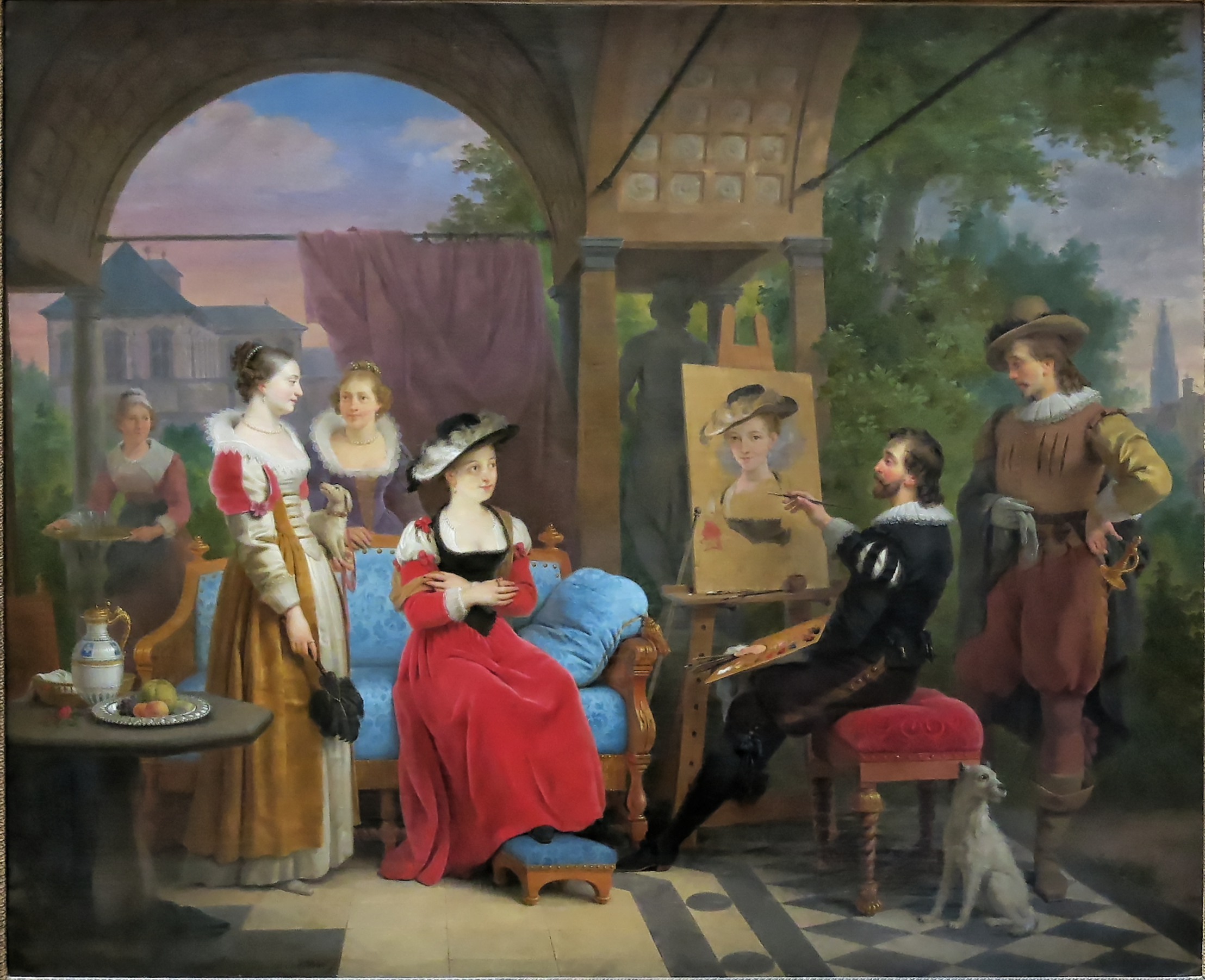
Rubens aan het werk
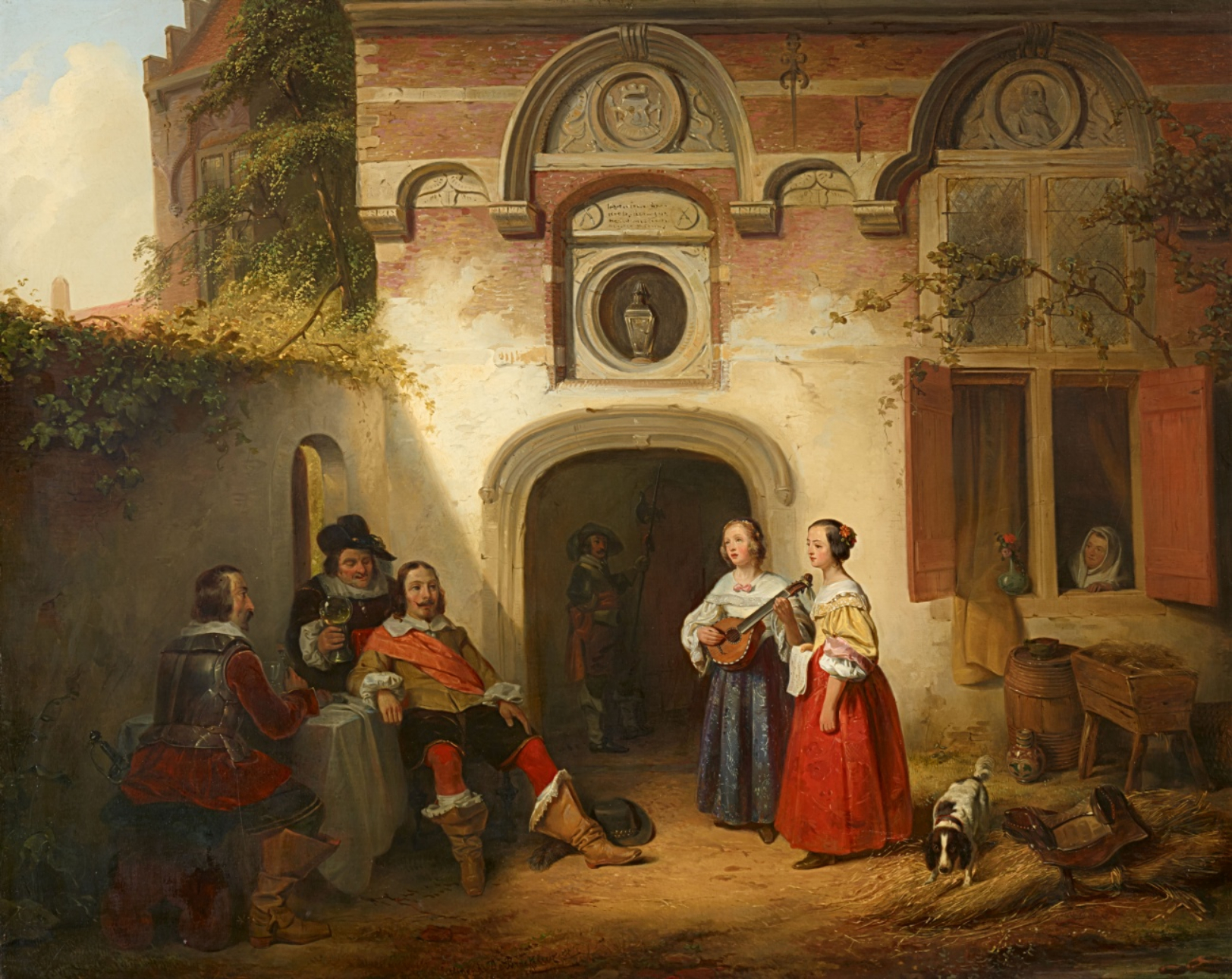
Het concert
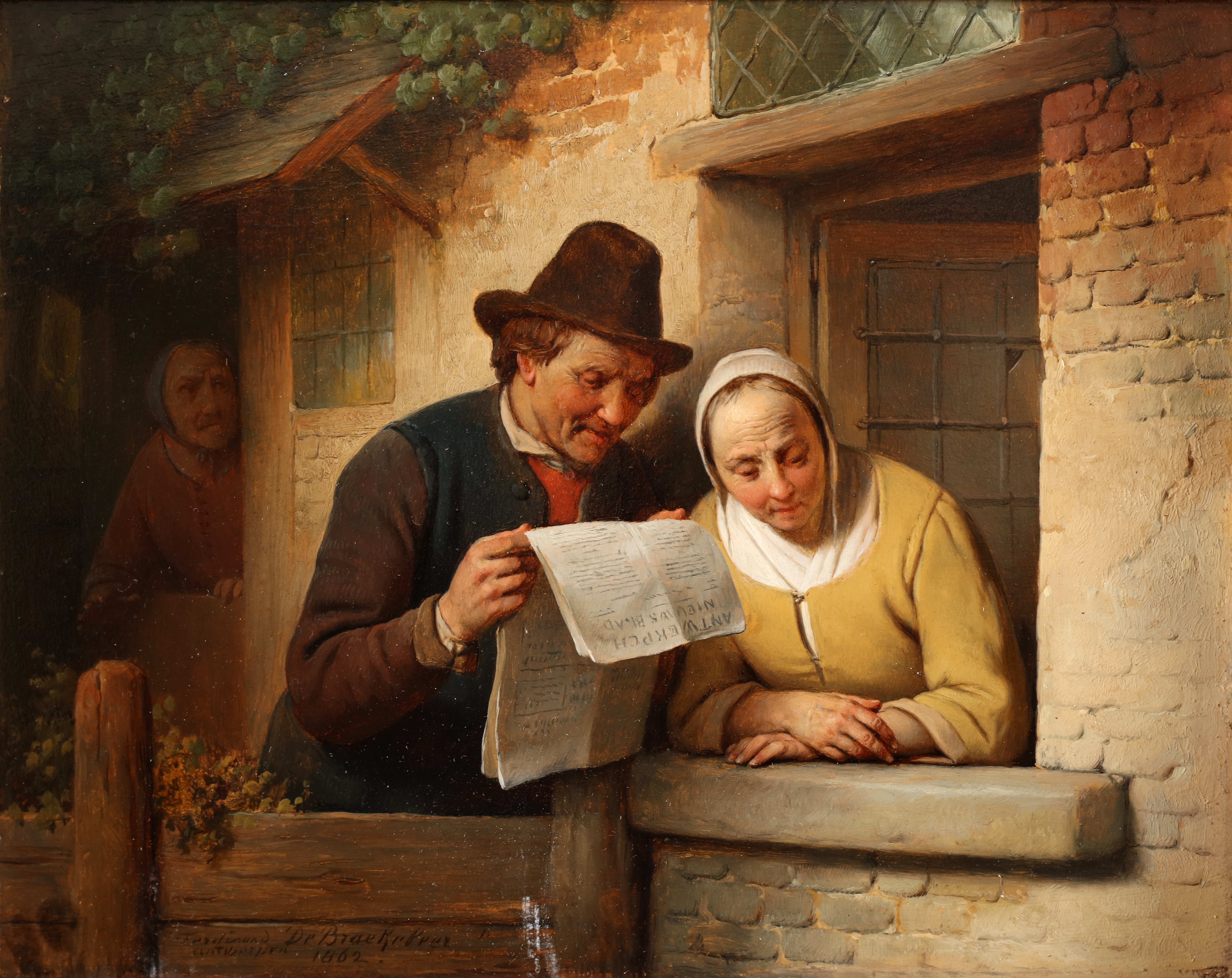
De jaloezie

- Biografisch Portaal: 88378592
- Gemeinsame Normdatei: 142830518
- International Standard Name Identifier: 0000 0001 0719 1725
- KulturNav: a4140c27-9ef7-421a-aea4-3e88f3cb8df9
- Library of Congress Control Number: no2011140509
- Nederlandse Thesaurus van Auteursnamen: 069950024
- RKD-Nederlands Instituut voor Kunstgeschiedenis: 20405
- Union List of Artist Names: 500041209
- Virtual International Authority File: 95948220
- WorldCat: E39PBJpV6TRVKpYBbpCDXkHBfq